# Alinyà
Alinyà – miejscowość w Hiszpanii, w Katalonii, w prowincji Lleida, w comarce Alt Urgell, w gminie Fígols i Alinyà.
Według danych INE w 2020 roku liczyła 44 mieszkańców – 22 mężczyzn i 22 kobiety. 